# فيلي هوغن
فيلي هوغن (بالإنجليزية: Willie Hogan)‏ هو لاعب كرة قاعدة أمريكي، ولد في 14 سبتمبر 1884 في North San Juan, California ‏ في الولايات المتحدة، وتوفي في 28 سبتمبر 1974 في سان خوسيه في الولايات المتحدة.

## وصلات خارجية
- فيلي هوغن على موقعبيزبول رفرنس.كوم (الدوري الرئيسي) (الإنجليزية)
- فيلي هوغن على موقعبيزبول رفرنس.كوم (الدوري الثانوي) (الإنجليزية)